# Купербаш (Башкортостан)
Купербаш (баш. Күпербаш) — деревня в Краснокамском районе Республики Башкортостан Российской Федерации. Входит в состав Новокаинлыковского сельсовета.

## География

### Географическое положение
Расположена на реке Кельтей. 
Расстояние до:
- районного центра (Николо-Берёзовка): 42 км,
- центра сельсовета (Новый Каинлык): 8 км,
- ближайшей ж/д станции (Нефтекамск): 35 км.

## Население
| 2002 | 2009 | 2010 |
| ---- | ---- | ---- |
| 107  | ↗110 | ↘95  |

Национальный состав
Согласно переписи 2002 года, преобладающие национальности — татары (52 %), башкиры (45 %).

## Религия
В деревне есть мечеть.